# Die Bibel – Abraham
Die Bibel – Abraham ist ein zweiteiliger Fernsehfilm aus dem Jahr 1993, der das Leben Abrahams, des Patriarchen aus dem Alten Testament der Bibel nacherzählt.

## Handlung
Abraham lebt zusammen mit seiner Familie in Harran, einer antiken Großstadt, in der viele Götter angebetet werden. Selbst Abrahams Bruder Nahor verehrt diese. Doch trotz der reichen Ernte und dem Einkommen, das der Nomadenstamm verdient, scheint Abraham irgendetwas zu fehlen. Es ist nicht ein Sohn, obwohl seine Frau Sara unfruchtbar ist. Es ist der Halt an eine Konstante, die dem betagten Nomaden fehlt.
Dieser Halt scheint gekommen, als Abraham eines Tages eine Stimme hört. Diese Stimme prophezeit ihm, dass er eines Tages ein großes Volk gründen soll, und um dies zu erreichen, muss Abraham mit seiner Frau und seinem Stamm in ein fremdes Land ziehen. In diesem Land, das die Stimme verheißt, sollen Milch und Honig fließen.

## Hintergrund
Nach George C. Scott in Die Bibel ist es nun Richard Harris, der in die Fußstapfen des ersten Patriarchen der biblischen Geschichte schlüpft. Harris, der später in Filmen wie Gladiator und Harry Potter noch berühmter werden wird, bezeichnete einst die Rolle des Abraham als „den Charakter, mit dem ich bei den Menschen nach meinem Tod bekannt bleiben sollte.“
Abraham ist der erste Zweiteiler der Serie. Das Szenenbild und die Kostüme lassen bereits erahnen, dass diese Serie anders ist als beispielsweise Die zehn Gebote, Ben Hur und Die größte Geschichte aller Zeiten. Hier wurde in der realen Wüste gedreht, bei hohen Temperaturen. Binnen zweier Monate wurde die marokkanische Stadt Ouarzazate zu einem großen antiken Set umgebaut, um gleichzeitig die Städte Haran und Sodom darzustellen. Die Bibel – Abraham ist auch der erste Film der Reihe mit US-amerikanischem Einfluss.
Regisseur Joseph Sargent, der in den 1970ern und 1980ern hauptsächlich bei Fernsehserien wie Star Trek, und Bonanza Regie geführt hatte, konnte hier Topstars wie Barbara Hershey (Die letzte Versuchung Christi) und Maximilian Schell (Urteil von Nürnberg), sowie europäische Größen wie Gottfried John (Asterix und Obelix gegen Cäsar) und Christian Kohlund (Die Schwarzwaldklinik) verpflichten. Hinter der Kamera stand der Italiener Raffaele Mertes; die Musik komponierte der italienische Don Marco Frisina.
Die im Film agierenden Schauspieler Evelina Meghangi, Mattia Sbragia und Paco Reconti übernahmen zehn Jahre später, im Jahr 2004, auch Rollen in Mel Gibsons Die Passion Christi.

## Kritik
„Der von guten Darstellern getragene Film nähert sich seinem Thema mit großer Ernsthaftigkeit und meidet die Niederungen des Hollywood-Spektakels. Der Inszenierung ist es gelungen, Abrahams Gotteserscheinungen ohne Peinlichkeiten darzustellen, auch wenn andere Klischees des Genres nicht immer vermieden wurden.“

## Synchronsprecher
- Abraham: Joachim Kerzel
- Sara: Regina Lemnitz
- Pharao: Otto Mellies
- Terach: Ulrich Voß
- Hagar: Gabriele Streichhahn